# Sukoiber
Sukoiber is een bestuurslaag in het regentschap Jombang van de provincie Oost-Java, Indonesië. Sukoiber telt 3244 inwoners (volkstelling 2010).